# 蘇州市
蘇州市（そしゅうし、中国語: 蘇州市／苏州市、拼音: Sūzhōu、英語: Suzhou）は、中華人民共和国江蘇省東南部に位置する地級市。
古くから絹織物で発展した国家歴史文化名城であり、上海市に隣接する地の利があり、現在も省の経済的中心である。

蘇州で話されている蘇州語（蘇州方言／蘇州話）は、北部呉語を代表する方言と考えられていたが、現在は上海語にその座を譲っている。蘇州方言と上海方言とでは、異なる語彙や発音があるが、しばらく会話すれば意志の疎通に大きな支障はなくなる。ただし、学校での普通話（標準語／共通語）一辺倒による教育により、上海語の事例同様、若者は蘇州語を話せなくなってきている。その問題に対し、学校・教育側は方言の授業を設ける等を検討している。また、上海に比べ方言（蘇州語）によるTV番組が多く見られる。

## 地理
長江の南側にあり、長江デルタの中心部、太湖の東岸に位置する。東北側には、上海蟹の産地として名高い陽澄湖がある。
北京から南京を経て、崑山、上海を結ぶ京滬線が通り、蘇州駅には特急が停車する。
上海を起点に蘇州市街を通って西に延びる312国道と、常熟市街を通る204国道が幹線道路としてある。また、上海から南京に向かう滬寧高速道路が通っている。滬寧高速道路は蘇州で常熟、嘉興を結ぶ南北の蘇嘉杭高速道路と交差しており、2008年には常熟から長江を渡って南通に通じる世界最大の斜張橋である蘇通長江公路大橋により長江対岸と連絡された。滬寧高速道路は交通量の増加によって渋滞が起きやすくなったため拡幅工事を進めているほか、常熟を通る沿江高速道路が常州までのバイパスとして建設された。
古来、北京と杭州を結ぶ京杭大運河が通るなど、水運もよく利用されている。北部の太倉、常熟、張家港の長江沿いの地域には、水運を生かせる大規模工場が作られている。
運河による水運が生活に溶け込んでいることから、古い運河が通り抜ける旧市街地および周辺の水郷地帯を含めて、「東洋のヴェニス」と呼ばれるが、ヴェニスよりも歴史は古い。
環状の堀で囲まれた旧市街は新しいビルなどは少なく、昔からの白壁の住宅が立ち並び、世界遺産の園林などが点在している。これに対し新市街は近代的なビルや高層住宅などが立ち並んでいる。郊外は工場地帯が点在している。

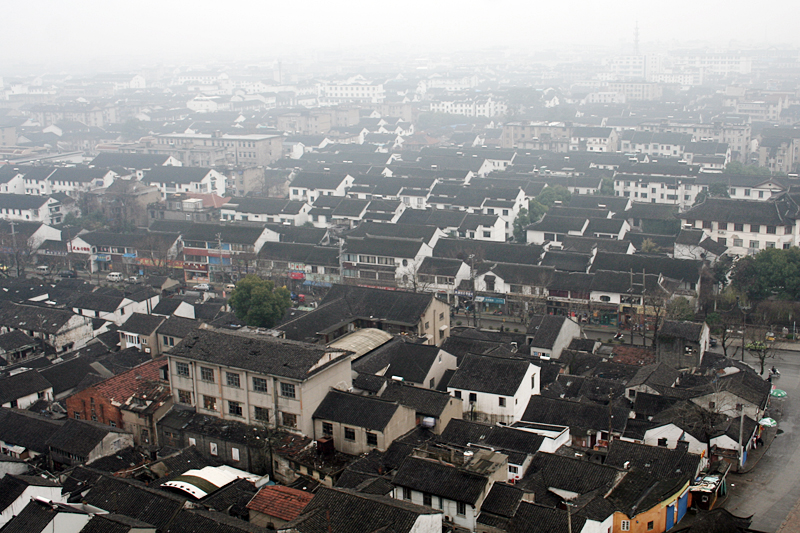
蘇州旧市街
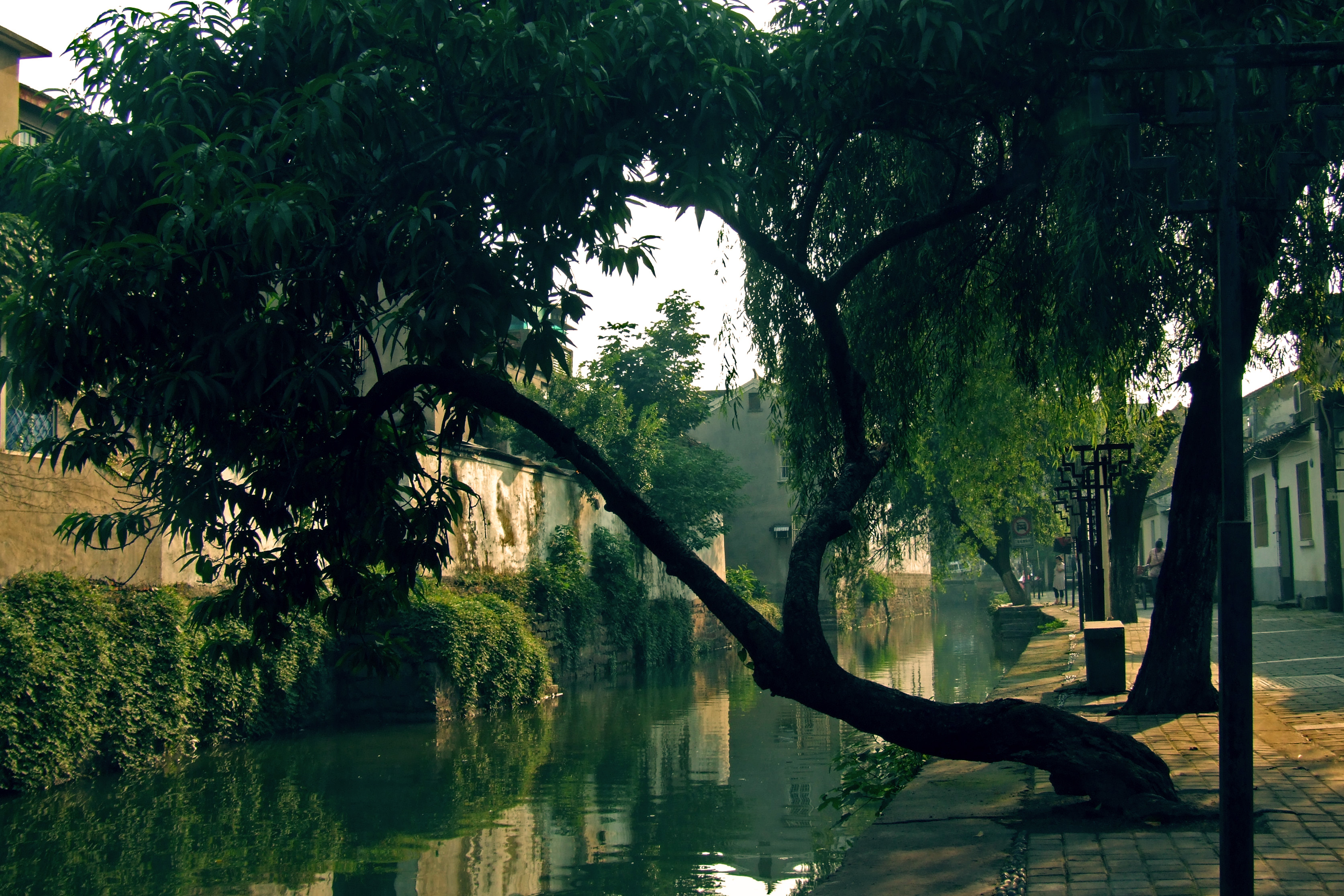
蘇州旧市街
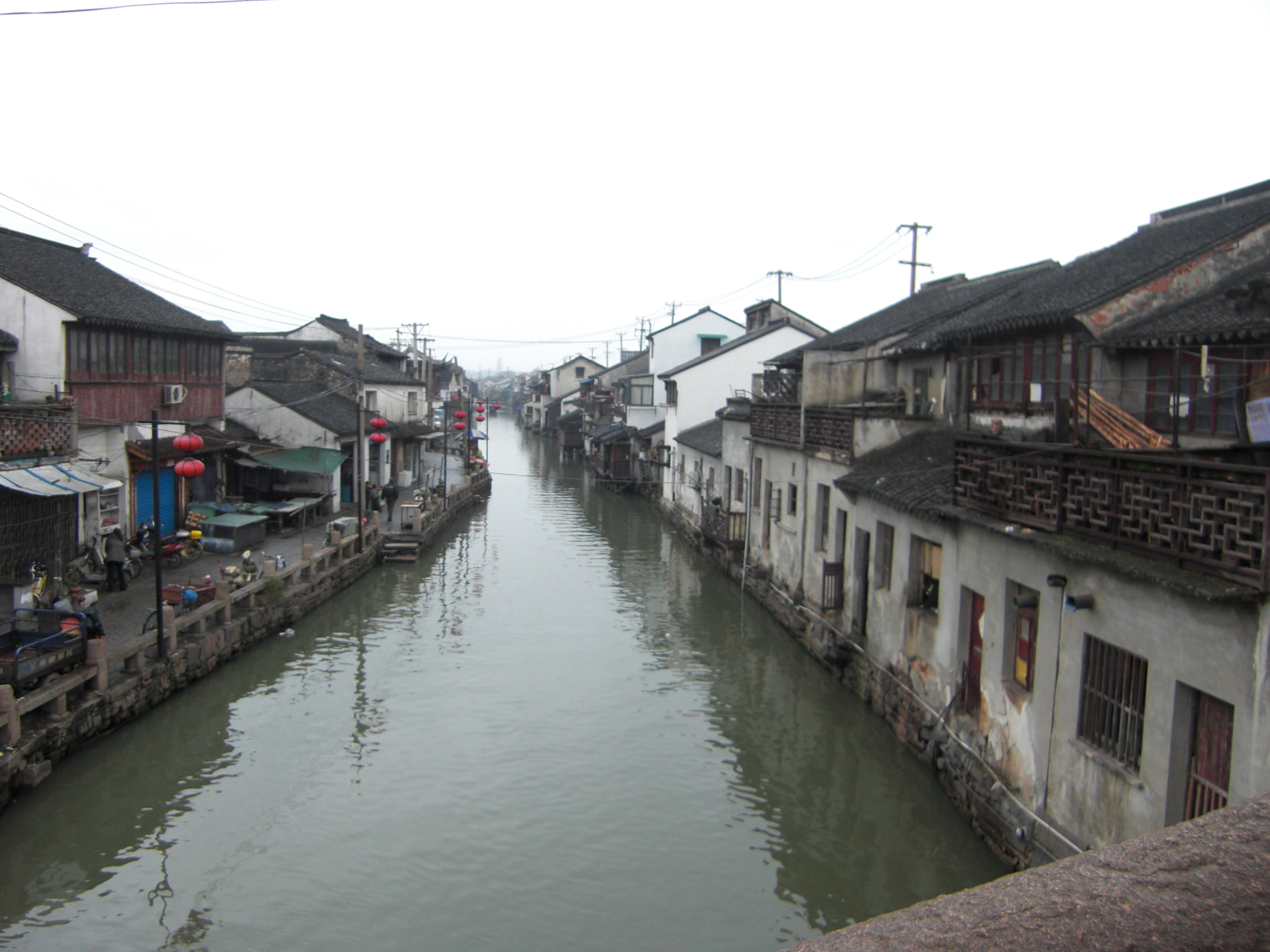
街中を通る運河

## 歴史
古くから長江の南に位置する、江南の主要都市として栄えてきた。春秋時代に呉の都が置かれ、呉文化圏の中心であった。伝説によれば、諸樊がこの地を本拠と定め、闔閭が呉の都として整備したと言われている。臥薪嘗胆、呉越同舟の舞台である。秦以後には会稽郡、後には同郡から分離した呉郡の役所が置かれた（同時に呉県の役所も設置された）。隋代に蘇州の名が始まったが、南朝最後の陳末の民衆反乱（589年）で町が破壊されて郡の役所なども他の町に移されており、本格的な再建は役所を蘇州に戻した唐の太宗時代以後のことになる。五代十国時代には呉越国の都となり、北宋の神宗時代に府（首都に准じる都市）への昇格に伴って平江府、元には平江路と呼ばれるようになった。この間、金の南宋遠征軍が平江府を攻撃して再度町は大規模な打撃を蒙った（1130年）が、南宋政府によって再建されている。元末の張士誠も呉王を称して蘇州に都した。明になると、蘇州府が置かれて以後は現在の蘇州という名称が固定化された。
古くから中国の先進的な絹織物産地として経済的に豊かな町であったが、南宋時代に付近で木綿栽培が広まると綿織物の分野でも屈指の生産を図るようになる。だが、アヘン戦争後の上海開港にともなってその経済的地位をいくらか低下させた。
江蘇省の省都は現在南京に置かれているが、歴史的に清代には江蘇布政使が蘇州に駐在し、太平天国は蘇州を蘇福省の首府とした。南京に都した中国国民党時代には蘇州に江蘇都督行署を置き、日本軍占領期にも江蘇省会であった。

## 行政区画
5市轄区・4県級市を管轄する。
- 市轄区：
  - 姑蘇区・虎丘区・呉中区・相城区・呉江区
- 県級市：
  - 常熟市・張家港市・太倉市・崑山市

| 蘇州市の地図                                                                          |
| ------------------------------------------------------------------------------------- |
| 虎丘区 呉中区 相城区 姑蘇区 呉江区 常熟市 張家港市 崑山市 太倉市 蘇州 · 工業園区 太湖 |

### 年表
この節の出典

#### 蘇南行署区蘇州分区
- 1949年10月1日 - 中華人民共和国蘇南行署区蘇州分区が成立。呉県・崑山県・常熟県・太倉県・呉江県・太湖弁事処が発足。（5県1弁事処）
- 1949年11月28日 - 太倉県・呉江県・常熟県・呉県・崑山県・太湖弁事処が蘇州専区に編入。

#### 蘇南行署区蘇州専区
- 1949年11月28日 - 蘇州分区太倉県・呉江県・常熟県・呉県・崑山県・太湖弁事処を編入。蘇州専区が成立。（1市5県1弁事処）
  - 呉県の一部が分立し、蘇州市が発足。
- 1950年9月15日（1市5県1弁事処）
  - 蘇州市が地級市の蘇州市に昇格。
  - 常熟県の一部が分立し、常熟市が発足。
- 1950年11月30日 - 浙江省嘉興専区呉興県の一部が太湖弁事処に編入。（1市5県1弁事処）
- 1952年 - 太湖弁事処の一部が呉県に編入。（1市5県1弁事処）
- 1952年11月15日 - 江蘇省の成立により、江蘇省蘇州専区となる。

#### 蘇南行署区蘇州市
- 1950年9月15日 - 蘇州専区蘇州市が地級市の蘇州市に昇格。（1市）
- 1951年11月 - 東区・南区・西区・北区・中区を設置。（5区）
- 1952年11月15日 - 江蘇省の成立により、江蘇省蘇州市となる。

#### 江蘇省蘇州市（第1次）
- 1953年1月（5区）
  - 東区が平江区に改称。
  - 南区が滄浪区に改称。
  - 西区が金閶区に改称。
  - 北区が北塔区に改称。
  - 中区が観前区に改称。
- 1955年2月25日 - 蘇州専区呉県の一部が分立し、楓橋区・木瀆区・城郊区が発足。（8区）
- 1956年3月7日 - 楓橋区・木瀆区・城郊区が合併し、郊区が発足。（6区）
- 1956年6月23日 - 観前区が平江区・北塔区に分割編入。（5区）
- 1958年7月5日（3区）
  - 郊区が蘇州専区呉県に編入。
  - 北塔区が平江区・滄浪区・金閶区に分割編入。
- 1958年9月19日 - 蘇州市が蘇州専区に編入。

#### 江蘇省蘇州地区
- 1953年2月6日 - 常州専区江陰県・宜興県、無錫市無錫県を編入。（1市8県1弁事処）
- 1953年3月25日（1市9県）
  - 太湖弁事処が県制施行し、震沢県となる。
  - 崑山県の一部が常熟県に編入。
  - 常熟県の一部が江陰県に編入。
- 1953年3月27日 - 無錫県の一部が無錫市六区・七区に分割編入。（1市9県）
- 1953年5月26日 - 呉県、鎮江専区武進県の各一部が震沢県に編入。（1市9県）
- 1953年8月 - 無錫県の一部が常熟県に編入。（1市9県）
- 1953年9月23日（1市9県）
  - 鎮江専区武進県の一部（剣湖区景華郷の一部）が無錫県に編入。
  - 無錫県の一部（玉祁区黄泥壩郷の一部）が鎮江専区武進県に編入。
- 1954年5月 - 震沢県の一部が無錫県に編入。（1市9県）
- 1954年6月2日 - 無錫県の一部が無錫市六区に編入。（1市9県）
- 1954年8月 - 江陰県の一部が無錫県に編入。（1市9県）
- 1954年10月 - 常熟県の一部が無錫県に編入。（1市9県）
- 1955年2月25日 - 呉県の一部が分立し、蘇州市楓橋区・木瀆区・城郊区となる。（1市9県）
- 1955年6月 - 鎮江専区武進県の一部が江陰県に編入。（1市9県）
- 1955年9月2日 - 松江専区嘉定県の一部が太倉県に編入。（1市9県）
- 1955年9月23日 - 松江専区嘉定県の一部が太倉県に編入。（1市9県）
- 1955年11月 - 鎮江専区武進県の一部が江陰県に編入。（1市9県）
- 1956年2月23日（1市9県）
  - 鎮江専区武進県を編入。
  - 宜興県が鎮江専区に編入。
- 1956年3月 - 無錫県の一部が江陰県に編入。（1市9県）
- 1956年8月 - 松江専区青浦県の一部が崑山県に編入。（1市9県）
- 1956年9月8日 - 武進県の一部が無錫県に編入。（1市9県）
- 1956年9月 - 崑山県の一部が松江専区松江県に編入。（1市9県）
- 1956年11月27日 - 無錫県の一部が震沢県に編入。（1市9県）
- 1956年12月14日 - 武進県の一部が鎮江専区丹陽県に編入。（1市9県）
- 1956年12月 - 鎮江専区丹陽県の一部が武進県に編入。（1市9県）
- 1957年3月15日 - 震沢県の一部が無錫市郊区に編入。（1市9県）
- 1957年7月 - 崑山県の一部が松江専区青浦県に編入。（1市9県）
- 1957年11月2日 - 常熟県の一部が江陰県に編入。（1市9県）
- 1957年11月29日 - 江陰県・常熟県の各一部が合併し、沙洲県が発足。（1市10県）
- 1958年3月26日 - 松江専区松江県・川沙県・青浦県・南匯県・奉賢県・金山県を編入。（1市16県）
- 1958年4月4日 - 常熟市が常熟県に編入。（16県）
- 1958年4月28日（16県）
  - 浙江省嘉興専区嘉興県の一部が呉江県に編入。
  - 呉江県の一部が浙江省嘉興専区呉興県に編入。
- 1958年5月28日 - 浙江省嘉興専区嘉善県の一部が青浦県に編入。（16県）
- 1958年7月5日 - 蘇州市郊区が呉県に編入。（16県）
- 1958年7月6日（14県）
  - 無錫県が無錫市に編入。
  - 武進県が鎮江専区に編入。
- 1958年7月19日 - 川沙県の一部が上海市宝山県に編入。（14県）
- 1958年8月 - 常州専区武進県の一部が江陰県に編入。（14県）
- 1958年8月31日 - 沙洲県が江陰県・常熟県に分割編入。（13県）
- 1958年9月19日 - 蘇州市を編入。蘇州市が県級市に降格。（1市13県）
- 1958年10月（1市13県）
  - 常州専区武進県の一部が江陰県に編入。
  - 常熟県の一部が無錫市無錫県に編入。
- 1958年11月21日 - 松江県・川沙県・青浦県・南匯県・奉賢県・金山県が上海市に編入。（1市7県）
- 1959年1月 - 呉県の一部が蘇州市に編入。（1市7県）
- 1959年8月10日 - 呉県の一部が蘇州市に編入。（1市7県）
- 1960年1月7日 - 震沢県が呉江県に編入。（1市6県）
- 1961年4月20日 - 呉県の一部が蘇州市に編入。（1市6県）
- 1961年10月25日 - 江陰県・常熟県の各一部が合併し、沙洲県が発足。（1市7県）
- 1962年6月25日 - 蘇州市が地級市の蘇州市に昇格。（7県）
- 1962年8月21日 - 蘇州市郊区の一部が呉県に編入。（7県）
- 1962年9月25日 - 無錫市無錫県を編入。（8県）
- 1963年5月9日 - 蘇州市郊区の一部が呉県に編入。（8県）
- 1963年7月 - 蘇州市郊区が呉県に編入。（8県）
- 1970年 - 蘇州専区が蘇州地区に改称。（8県）
- 1983年1月18日 
  - 呉県・呉江県・崑山県・太倉県・沙洲県・常熟県が蘇州市に編入。
  - 江陰県・無錫県が無錫市に編入。

#### 江蘇省蘇州市（第2次）
- 1962年6月25日 - 蘇州専区蘇州市が地級市の蘇州市に昇格。平江区・滄浪区・金閶区・北塔区・胥江区・桃塢区・郊区が発足。（7区）
- 1962年8月21日 - 郊区の一部が蘇州専区呉県に編入。（7区）
- 1963年2月22日（4区）
  - 北塔区が平江区に編入。
  - 胥江区が滄浪区に編入。
  - 桃塢区が金閶区に編入。
- 1963年5月9日 - 郊区の一部が蘇州専区呉県に編入。（4区）
- 1963年7月 - 郊区が蘇州専区呉県に編入。（3区）
- 1966年11月（3区）
  - 平江区が東風区に改称。
  - 滄浪区が紅旗区に改称。
  - 金閶区が延安区に改称。
- 1980年6月9日（3区）
  - 東風区が平江区に改称。
  - 紅旗区が滄浪区に改称。
  - 延安区が金閶区に改称。
- 1983年1月18日 - 蘇州地区呉県・呉江県・崑山県・太倉県・沙洲県・常熟県を編入。（3区1市5県）
  - 常熟県が市制施行し、常熟市となる。
- 1983年6月14日 - 呉県の一部が呉江県に編入。（3区1市5県）
- 1983年11月24日 - 呉県・金閶区の各一部が合併し、郊区が発足。（4区1市5県）
- 1986年9月16日 - 沙洲県が市制施行し、張家港市となる。（4区2市4県）
- 1989年7月27日 - 崑山県が市制施行し、崑山市となる。（4区3市3県）
- 1992年2月17日 - 呉江県が市制施行し、呉江市となる。（4区4市2県）
- 1993年1月8日 - 太倉県が市制施行し、太倉市となる。（4区5市1県）
- 1995年6月8日 - 呉県が市制施行し、呉県市となる。（4区6市）
- 2000年1月5日 - 郊区が虎丘区に改称。（4区6市）
- 2000年12月31日 - 呉県市が分割され、呉中区・相城区が発足。（6区5市）
- 2002年9月 （6区5市）
  - 虎丘区の一部が金閶区に編入。
  - 相城区・呉中区の各一部が虎丘区に編入。
- 2012年8月17日 （5区4市）
  - 滄浪区・平江区・金閶区が合併し、姑蘇区が発足。
  - 呉江市が区制施行し、呉江区となる。

## 経済

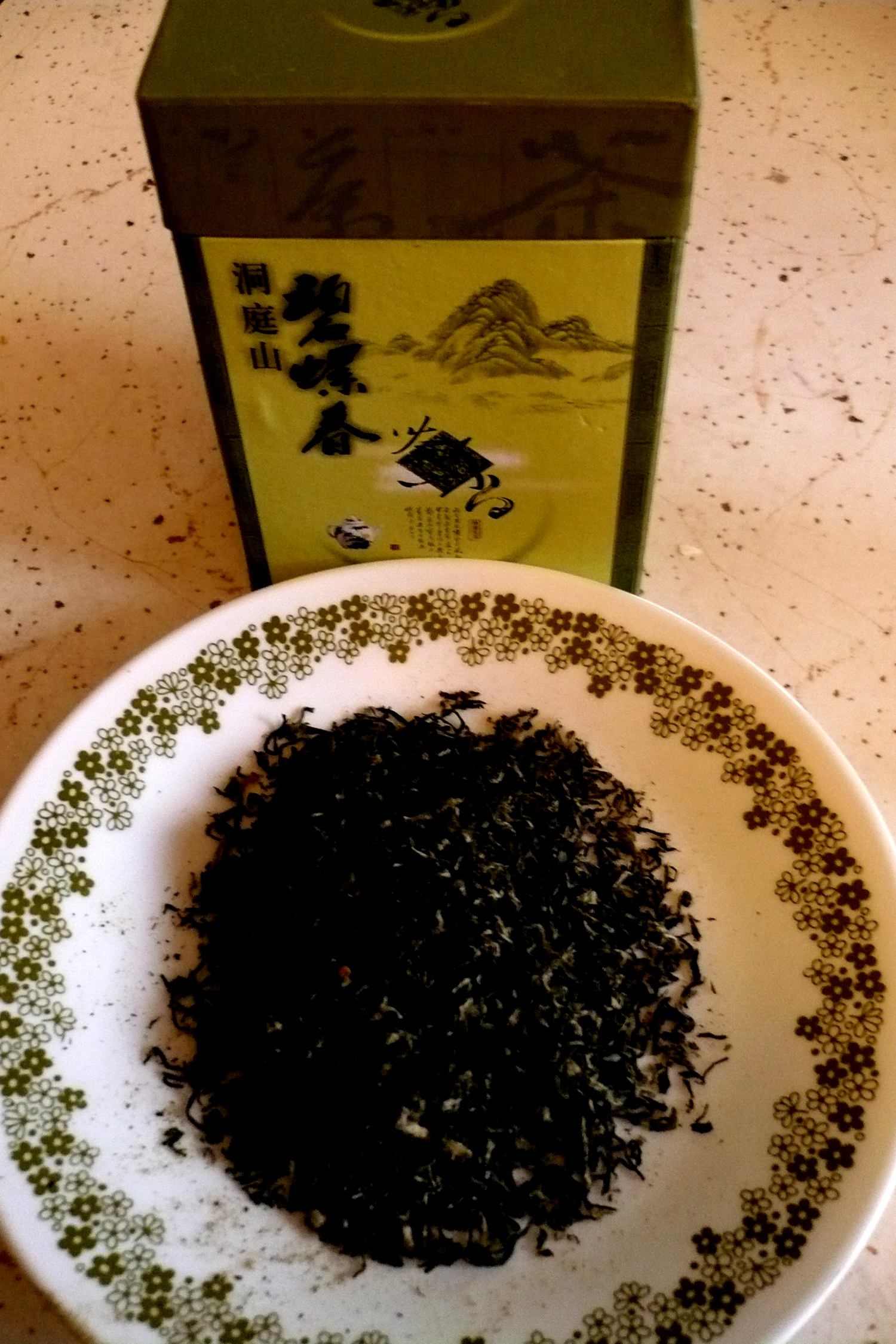
碧螺春

2012年の統計によると、蘇州の市内総生産は1兆500億人民元である。これは中国の都市で第6位であり、省都南京を大きく上回り、華東では上海に次ぐ第2位である。
上海から高速道路で1時間の距離にあり、上海の国際マーケットと国内マーケットをつなぐ要所である。シンガポールの協力で建設された蘇州工業園区を始め、蘇州高新技術産業開発区、崑山経済技術開発区、張家港保税区などの投資区域を有する。繊維製品、精密化学工業、製紙工業、電子工業、機械工業などの産業があり、2003年の市内生産総額は2,802億人民元、一人当たり国内生産は47,700人民元、輸出総額は326億米ドルに達する。
蘇州の東北に位置する陽澄湖は、上海蟹の産地・養殖地として著名であり、淡水漁業も盛んである。

### 特産・名菜
- ジャスミン茶
- 碧螺春 - 緑茶
- 蘇州絲綢 - 絹織物
- 蘇扇
- 枇杷
- 楊梅
- 蒓菜銀魚
- 松鼠桂魚
- 碧螺蝦仁

## 交通

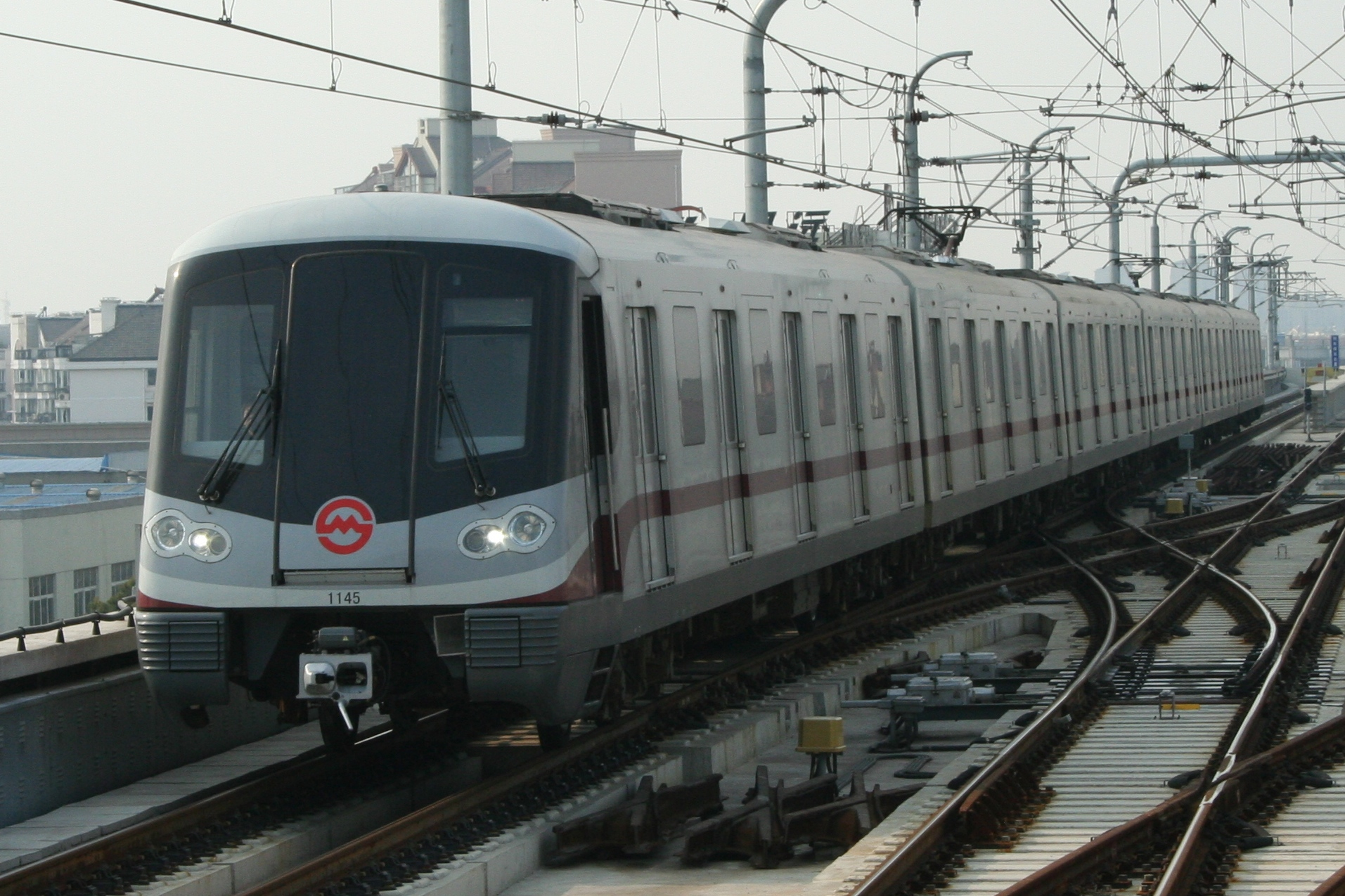
上海軌道交通11号線

- 鉄道(国営) - 蘇州は上海 - 南京の大動脈上に位置しているため、上海駅 - 蘇州駅間は毎日多くの列車が行き交う。蘇州駅からは京滬線、滬寧都市間鉄道が利用でき、都市間移動の利便性は高い。また京滬高速鉄道が蘇州北駅に発着している。2020年には市北部に滬蘇通線（中国語版）が、2023年には滬寧沿江高速鉄道が開業し、市北部の県級市である張家港市、常熟市、太倉市からも高速鉄道の利用が可能になった。更に2024年には滬蘇湖高速鉄道（中国語版）が開業し、市南部からの都市間移動の利便性も向上した。

- 鉄道(公営) - 市内では2012年4月28日に蘇州軌道交通1号線が、2013年10月16日に上海軌道交通11号線が、2013年12月28日に蘇州軌道交通2号線が、2016年9月24日に蘇州軌道交通2号線の全線が開通したほか、蘇州高新区有軌電車がある。
- バス - 上海から約1時間30分。上海浦東国際空港や上海虹橋国際空港からの直行バスもある。また、蘇州市内を路線バスがくまなく走っており、ほとんどすべての観光地を訪れることが可能。
- 航路 - 山口県下関市の蘇州下関フェリーが、下関港国際ターミナル - 江蘇省蘇州太倉港の貨物フェリー（ゆうとびあⅣ）を運航している。所要35時間30分 - 40時間。週2往復。

## 教育

### 大学
- 西安交通リバプール大学（英語）
- デューク崑山大学（英語）
- 中国人民大学（蘇州）
- 蘇州大学
- 蘇州科技大学
- 常熟理工学院
- 沙洲工学院
- 蘇州教育学院
- 蘇州市放送テレビ大学
- 蘇州職業大学

### 日本人学校
- 蘇州日本人学校（2005年開校）

## 観光

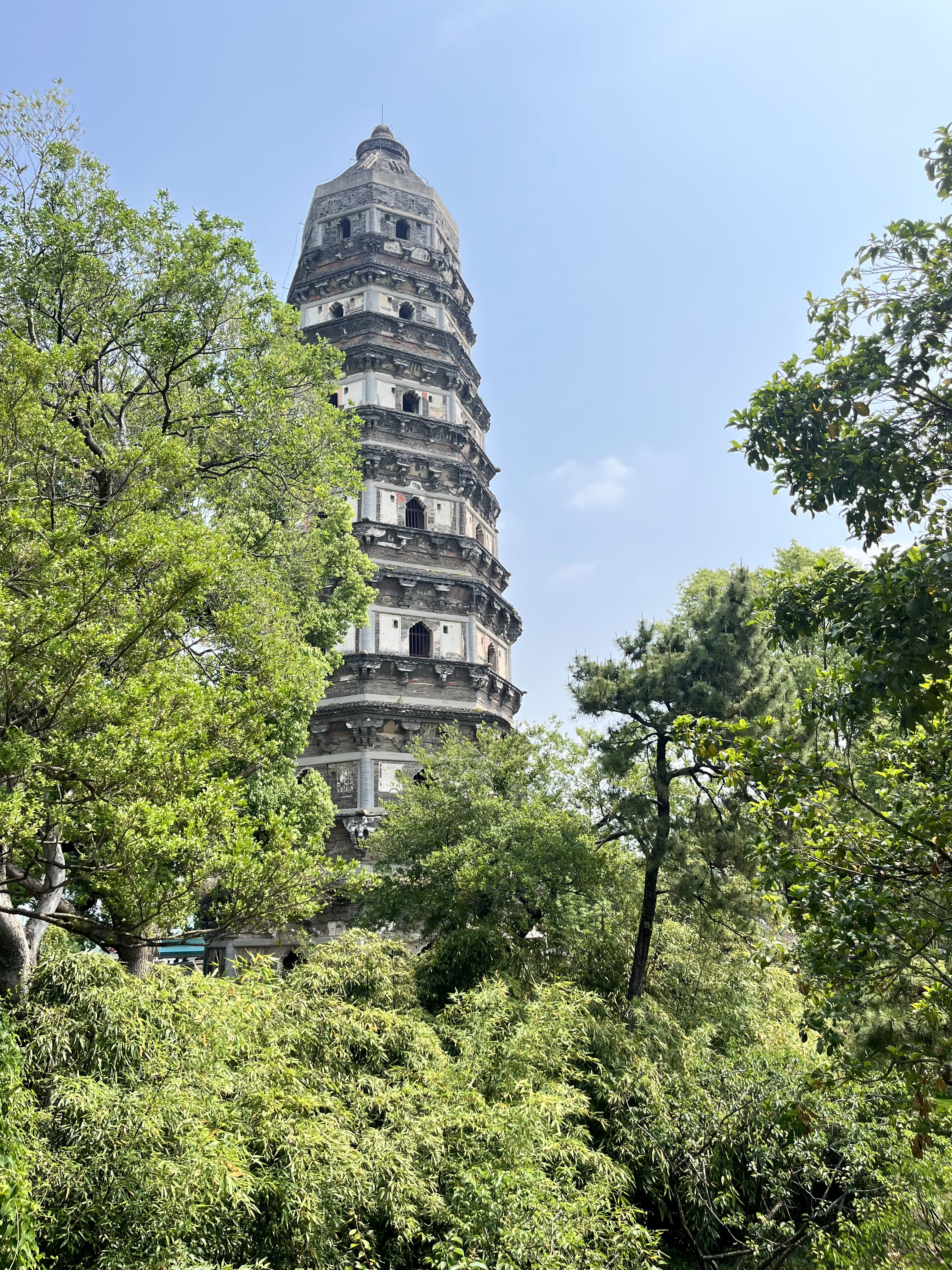
虎丘塔

### 世界遺産
- 蘇州古典園林
  - 拙政園 - 蘇州の数ある庭園の中でも最大で、留園とともに中国四大名園の一つに数えられている。明代の中央の高級官僚だった王献臣が造営したといわれる。40,000m²の広い敷地の半分以上を池や堀が占める。
  - 留園 - 明代に創園された庭園であるが清代の1875年〜1909年に改築されてから留園と呼ばれるようになった。総面積は約20,000m²で東園と中園、西園と北園の4つに主に分けられる。
  - 獅子林 - 元代末期の庭園様式を伝える、1342年造営の古園。太湖石で埋め尽くされた迷路のように回廊がめぐっている。石が獅子の形に見えるということから、獅子林と呼ばれるようになった。
  - 滄浪亭 - 蘇州で最も古い庭園で、唐の時代の末期、956年に造営され、11世紀に改築された。
  - 網師園
  - 環秀山荘
  - 芸圃
  - 退思園
  - 耦園
- 大運河
  - 蘇州運河 - 無錫市との間を結んでいる（湖州市と繋がる水路もある） 北緯31度20分41秒 東経120度32分24.2秒

### その他の観光地
- 盤門 - 蘇州市街の南西部にある外城河に囲まれた蘇州城に唯一残る城門。創建されたのは紀元前514年だが、元代の1351年に改修されたものが現存している。龍脈の影響が弱く商売など適していないと思われていた。従って、周辺は余り発達しておらず、昔の状態がかなり保存されている。
- 虎丘 - 春秋時代、呉の国王夫差が埋葬されたことに由来。呉越国の頃、961年に建立された八角七層の虎丘塔（雲岩寺塔）は、現在少し傾いているためイタリアのピサの斜塔と比されることもある。全国重点文物保護単位となっている。また1940年代まで、風水で龍脈の源と考えられ、城市内に流れ込む運河の市内への門は、ショウ門とよばれ、その近辺から繁栄した（古蘇繁栄図）

また、1940年まで北寺塔から南下する道は、臥龍街と呼ばれていた。（蘇州古城地図）
- 寒山寺 - 唐代に建立された名刹。唐代の詩人張継の「月落ち烏鳴いて霜天に満つ」で始まる漢詩「楓橋夜泊」に登場することで有名である。
- 宝帯橋 - 大運河に架かる長さ300ｍほどの石橋。運河を人力で曳くために使われる。
- 羅漢院双塔 - 北宋時代に建てられたレンガ造りの双塔。
- 玄妙観 - 道観。本殿は南宋時代の建築。
- 北寺塔 - 報恩寺塔とも。南宋時代に建てられた塔。
- 周荘、甪直、同里 - 明代・清代の建築物も残る、古い水郷の街として人気がある。
- 平江路 - 2010年 第1回「中国歴史文化名街」の1つに選定される[4]。

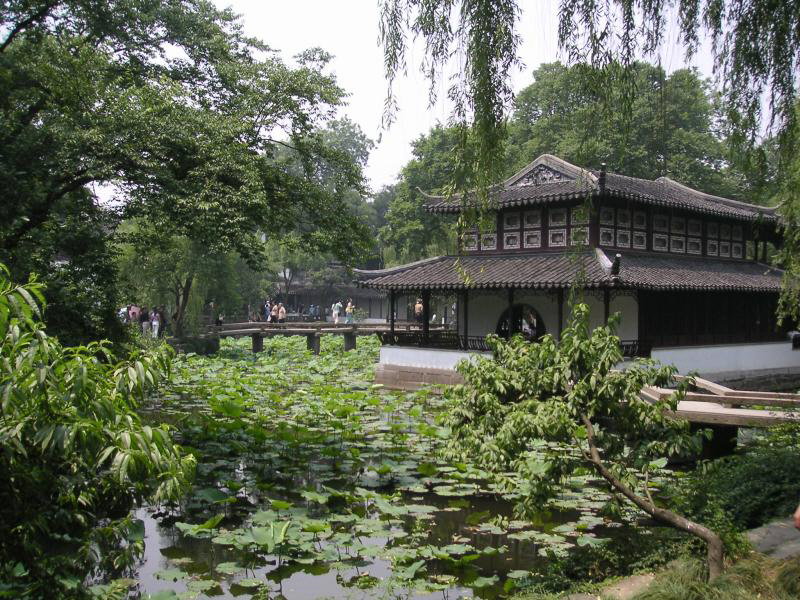
蘇州古典園林
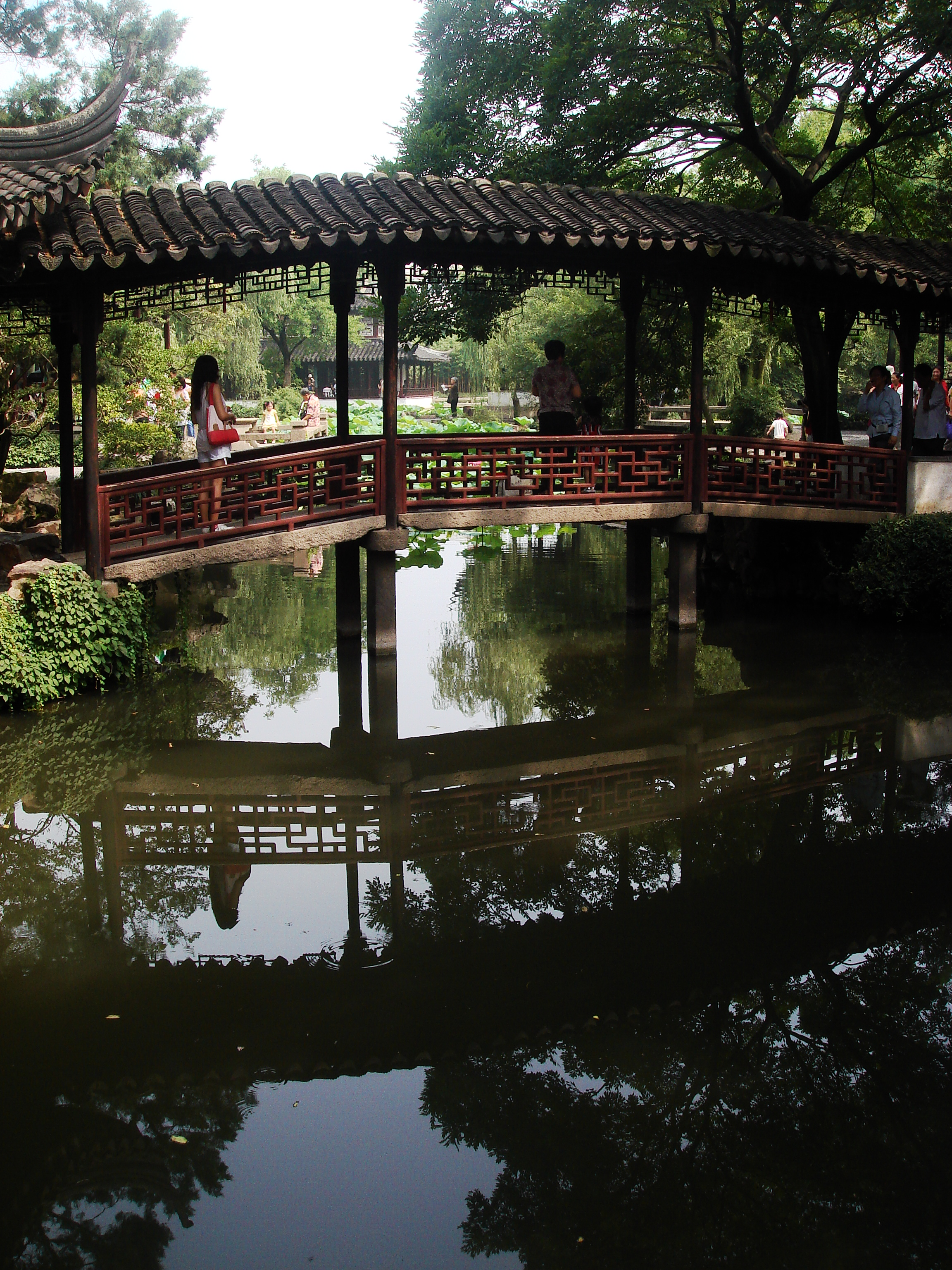
拙政園
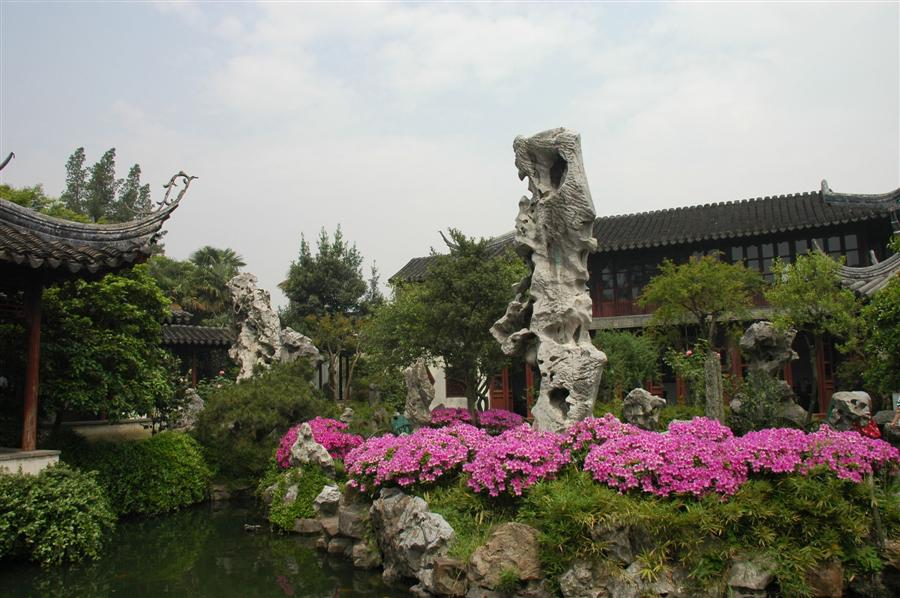
留園
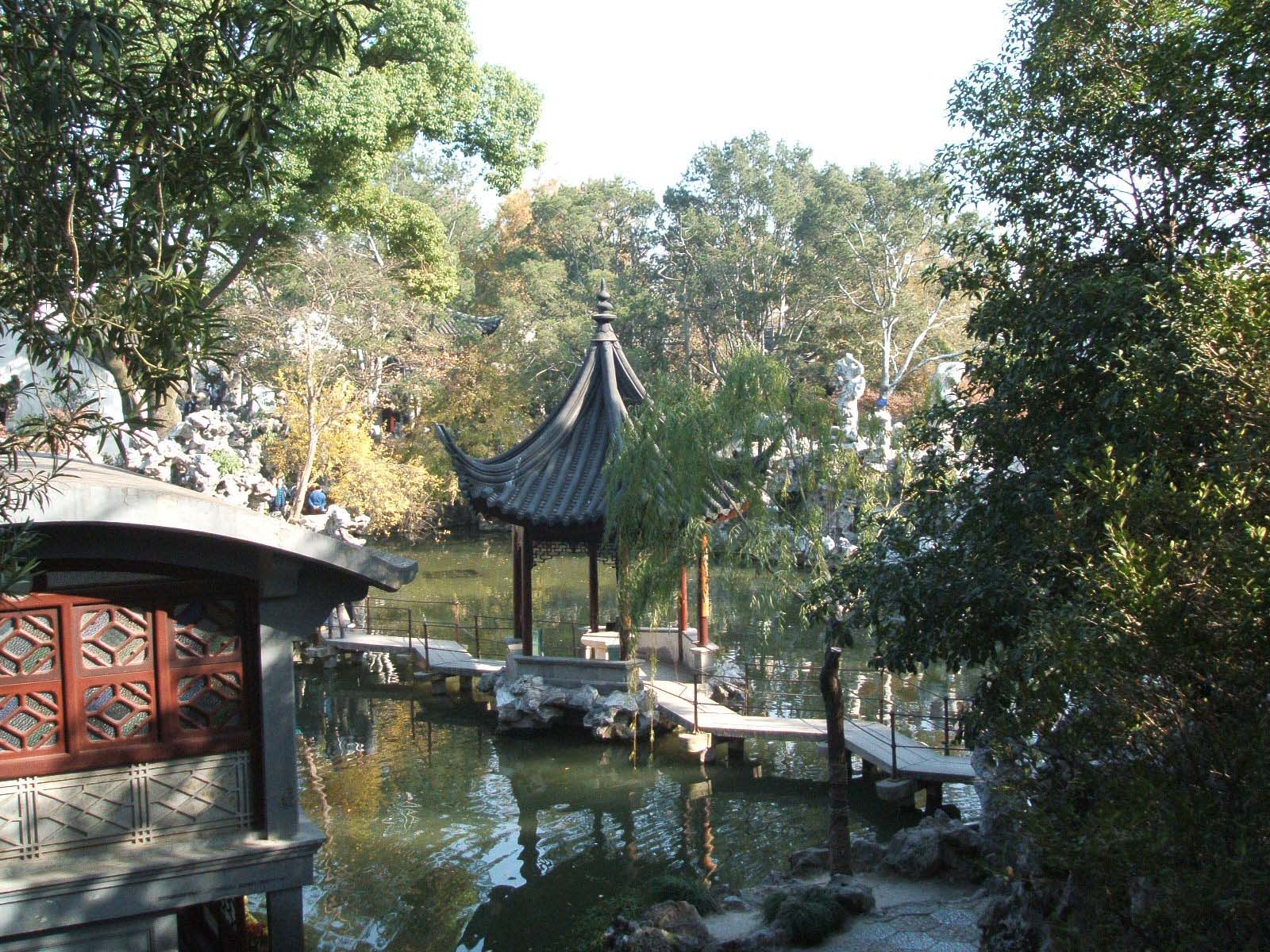
獅子林
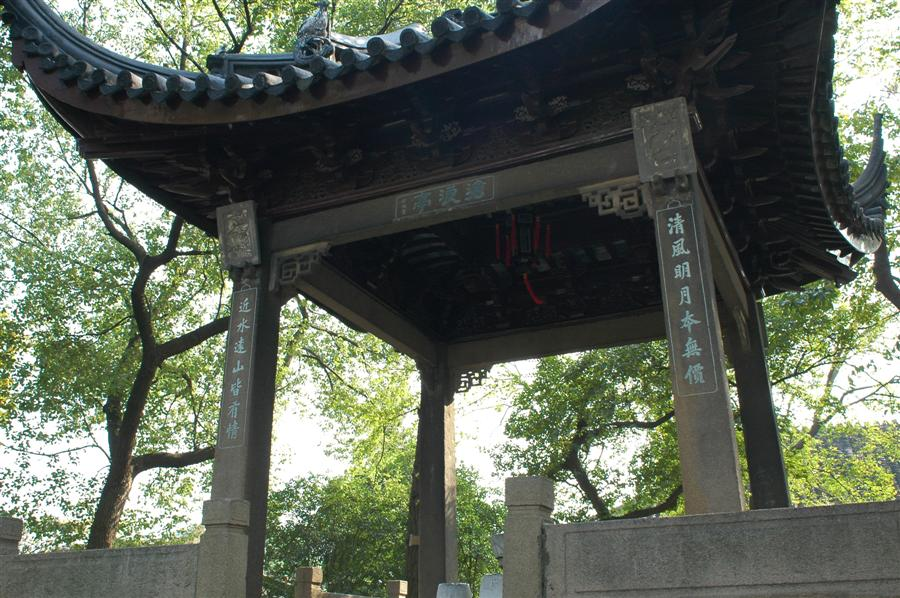
滄浪亭
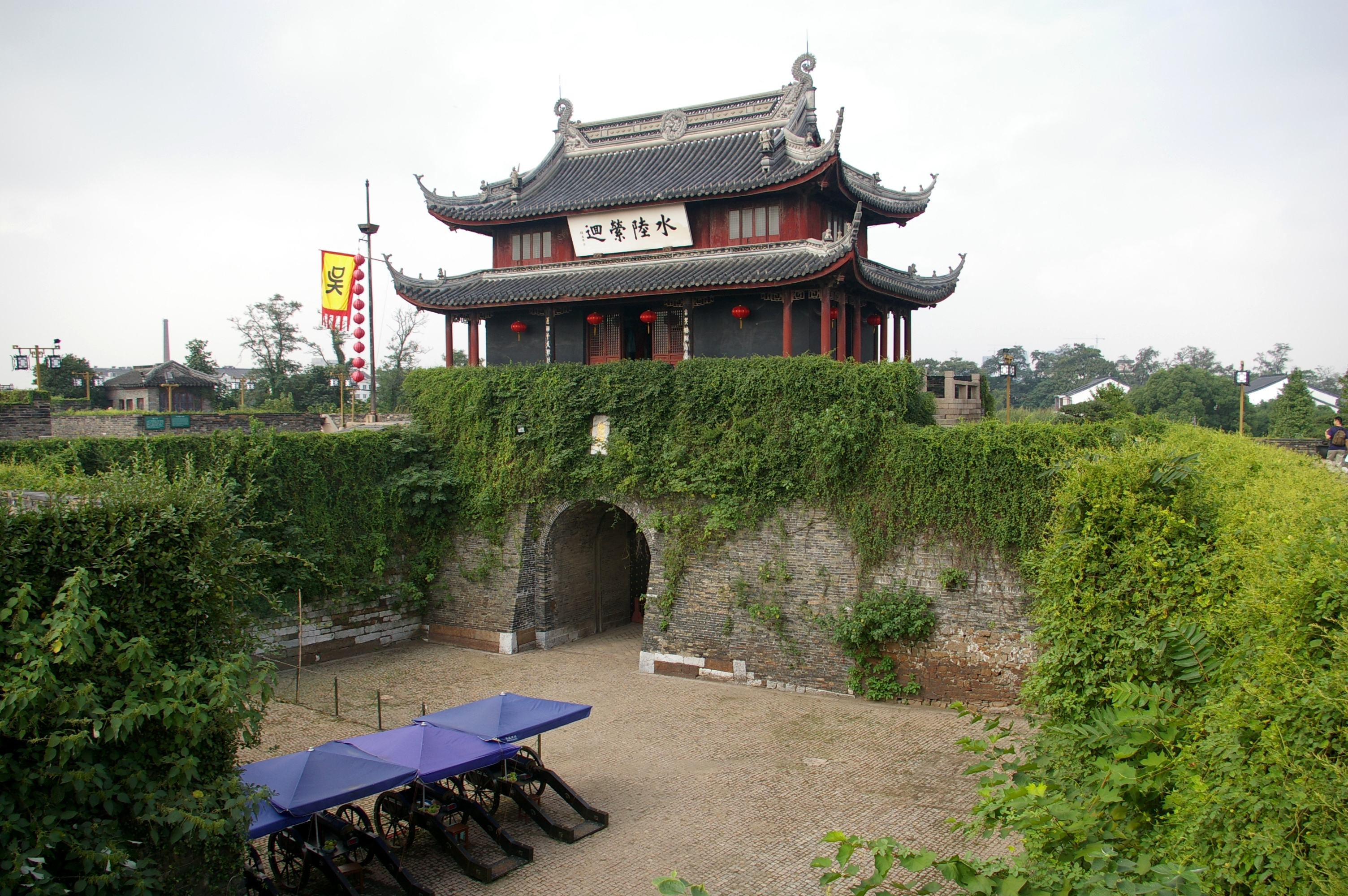
盤門
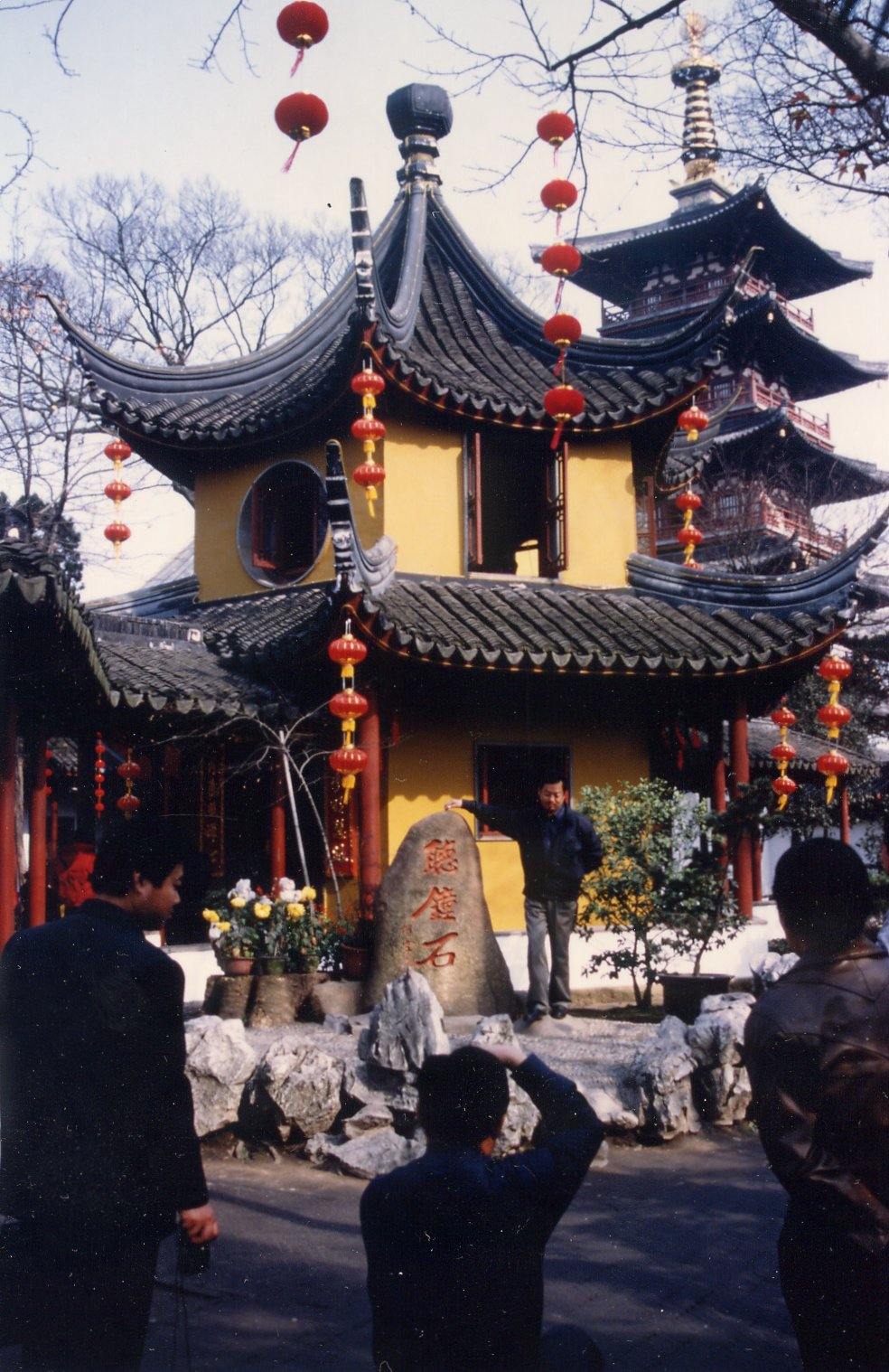
寒山寺
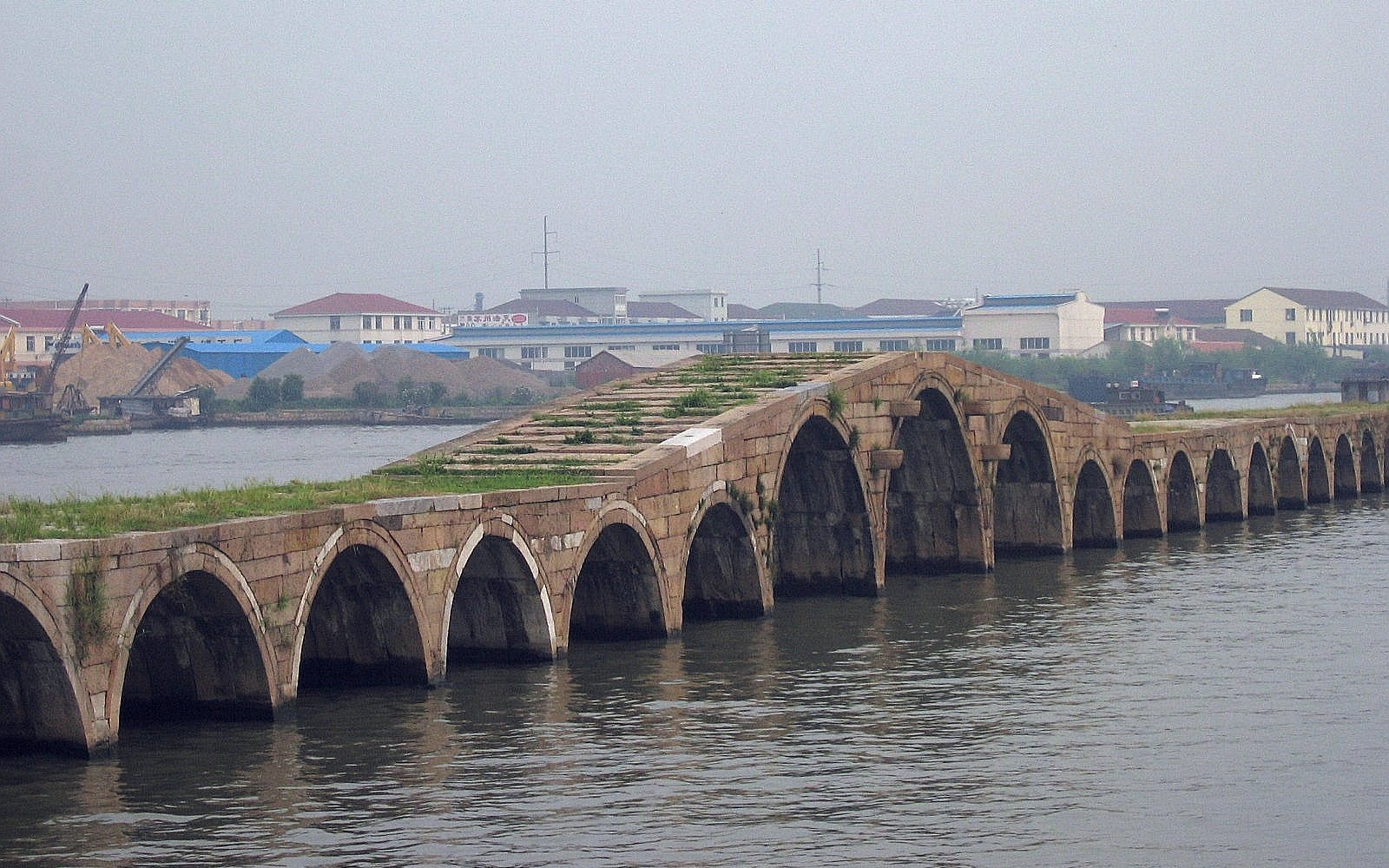
宝帯橋
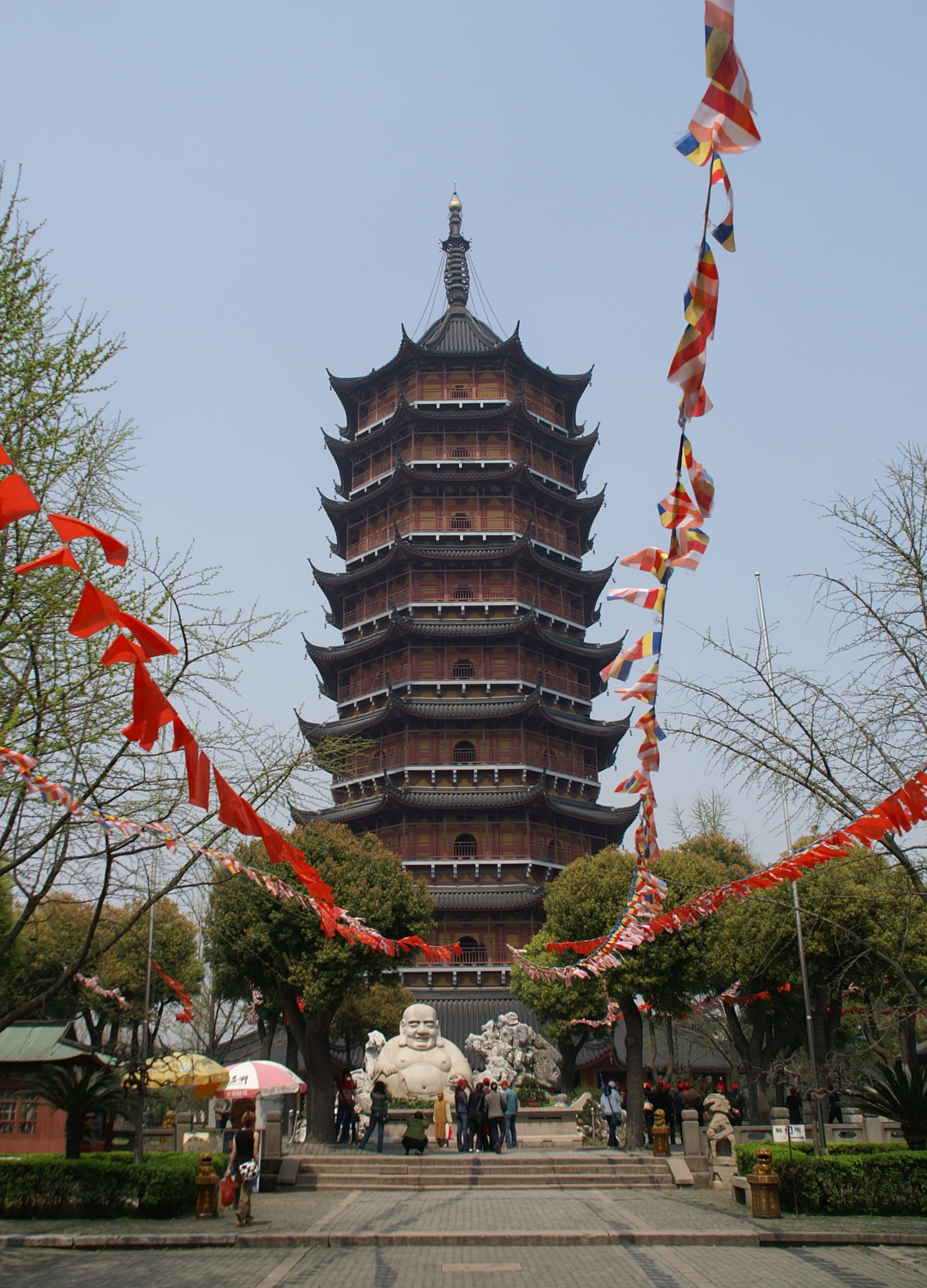
北寺塔
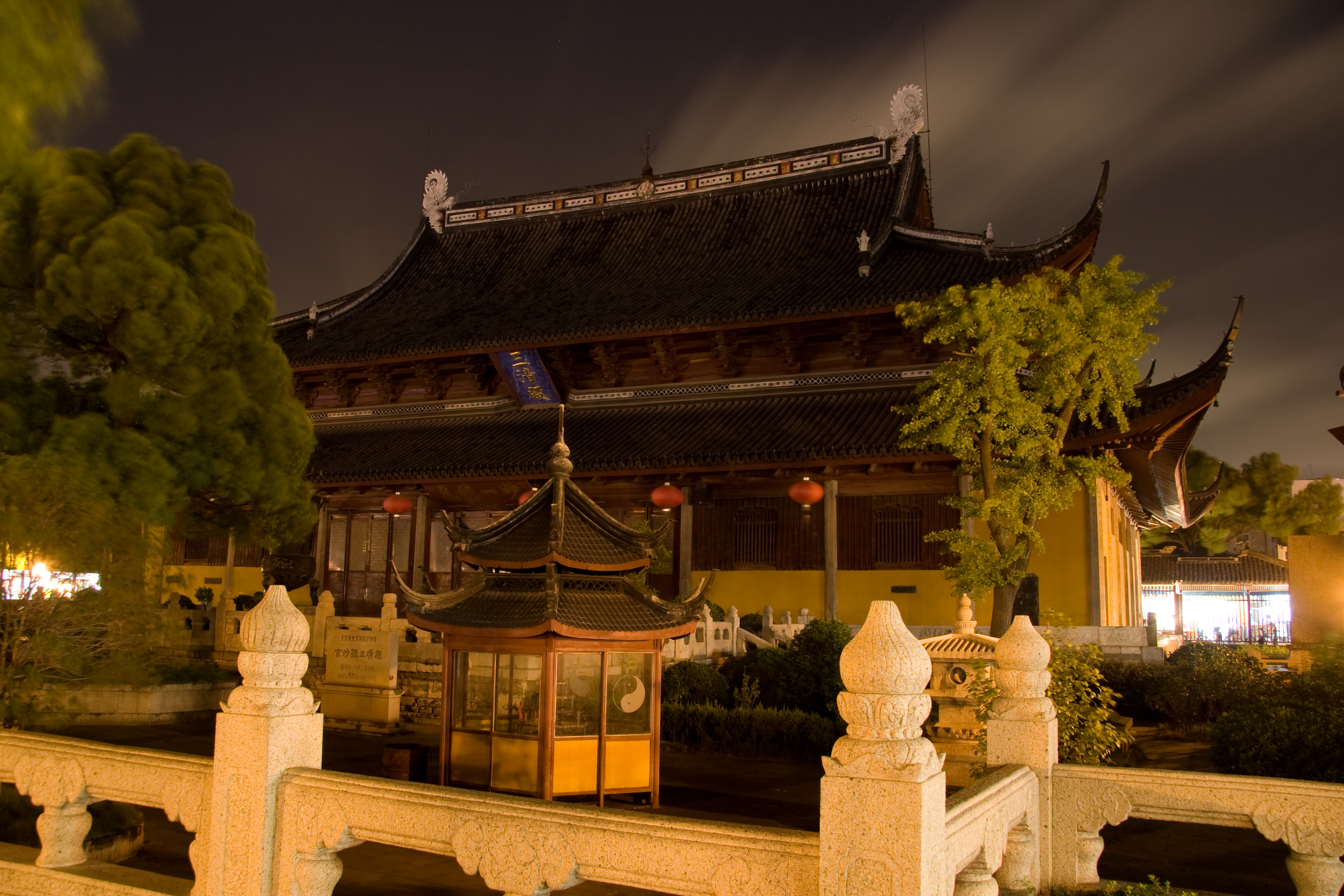
玄妙観

## 姉妹都市･提携都市
石川県金沢市および大阪府池田市と姉妹都市、東京都東村山市および京都府亀岡市、三重県名張市と友好交流都市として提携している。
- ヴェネツィア（イタリア共和国 トスカーナ州）
- ビクトリア（カナダ連邦 ブリティッシュコロンビア州）
- 池田市（大阪府）
- 金沢市（石川県）
- ポートランド（アメリカ合衆国 オレゴン州）
- トゥルチャ県（ルーマニア国 ドブロジャ地方）
- 全州市（大韓民国 全羅北道）
- 亀岡市（京都府）
- リガ（ラトビア共和国 直轄市）
- イスマイリア（エジプト・アラブ共和国 イスマイリア県）
- グルノーブル（フランス共和国 オーヴェルニュ･ローヌ･アルプ地方 イゼール県）
- ナイメーヘン（オランダ王国 ヘルダーラント州）
- 東村山市（ 東京都）
- エスビャウ（デンマーク王国 南デンマーク地域）
- コンスタンツ（ドイツ連邦共和国 バーデン･ヴュルテンベルク州）
- タウポ（ニュージーランド国 ワイカト地方）
- 名張市（ 三重県）
- ポルト・アレグレ（ブラジル連邦共和国 リオグランデ・ド・スル州）
- マラケシュ（モロッコ王国 マラケシュ･サフィ地方）
- ジャクソンビル（アメリカ合衆国 フロリダ州）
- リーヒマキ（フィンランド共和国 カンタ･ハメ県）
- 太白市（大韓民国 江原特別自治道）
- ノヴィ・ソンチ（ポーランド共和国 マウォポルスカ県）
- キーウ（ウクライナ 特別市）
- ザポリージャ（ウクライナ ザポリージャ州）
- ローガン（オーストラリア連邦 クイーンズランド州）
- アンタナナリボ（マダガスカル共和国 アンタナナリボ州）
- オストラヴァ（チェコ共和国 モラヴィア・スレスコ州）
- サンティアゴ・デル・エステロ（アルゼンチン共和国 サンティアゴ・デル・エステロ州）
- ビニャ・デル・マール（チリ共和国 バルパライソ州）
- 大山町（鳥取県 西伯郡）
- 広川町（福岡県八女郡）
- ポートランド（オーストラリア連邦 ビクトリア州）
- 永平寺町（福井県 吉田郡）
- クロノベリ県（スウェーデン王国）
- 田原市（ 愛知県）
- 鳥取市（鳥取県）
- 名護市（沖縄県）
- ポワントノワール（コンゴ共和国 特別市）
- オースティン（アメリカ合衆国 テキサス州）
- マレ（モルディブ共和国 カーフ環礁）

## 蘇州を舞台にした作品
Category:蘇州を舞台とした作品を参照。